# Izvoru Berheciului, Bacău
Izvoru Berheciului este satul de reședință al comunei cu același nume din județul Bacău, Moldova, România.